# Samuel Hearne
Samuel Hearne (Londra, febbraio 1745 – Londra, novembre 1792) è stato un esploratore commerciante di pelli, scrittore e naturalista britannico.
Fu il primo europeo a svolgere un'escursione via terra attraverso il Canada settentrionale fino al mar Glaciale Artico, nell'attuale golfo di Coronation, tramite il fiume Coppermine. Nel 1774 Hearne costruì Cumberland House per la compagnia della Baia di Hudson, prima trading post interna e primo insediamento permanente dell'attuale Saskatchewan.

## Biografia
Samuel Hearne nacque nel febbraio 1745 a Londra, in Inghilterra. Il padre era ingegnere della London Bridge Water Works ma morì nel 1748. La madre si chiamava Diana e la sorella Sarah, tre anni più giovane di Samuel. Hearne si arruolò nella Royal Navy nel 1756 all'età di 12 anni come guardiamarina agli ordini del capitano Samuel Hood. Rimase con Hood durante la guerra dei sette anni, partecipando a numerosi conflitti compreso il bombardamento di Le Havre. Alla fine della guerra, dopo aver prestato servizio nella Manica e nel mar Mediterraneo, si congedò nel 1763. Non si sa cosa fece nei successivi tre anni.
Nel febbraio 1766 si unì alla Compagnia della Baia di Hudson come membro dello sloop Churchill, allora impegnato a Fort Prince of Wales, Churchill. Due anni dopo si imbarcò sul brigantino Charlotte e partecipò alla pesca alla balena della Groenlandia. Nel 1767 trovò i resti della spedizione di James Knight. Nel 1768 esplorò parte della costa della baia di Hudson nel tentativo di migliorare la pesca del merluzzo. In questo periodo si guadagnò una buona reputazione nell'uso delle racchette da neve.
Hearne riuscì a migliorare le proprie capacità di navigazione osservando William Wales che si trovava nella baia di Hudson nel 1768–1769, dopo essere stato incaricato dalla Royal Society di osservare il transito di Venere con Joseph Dymond.

## Esplorazione

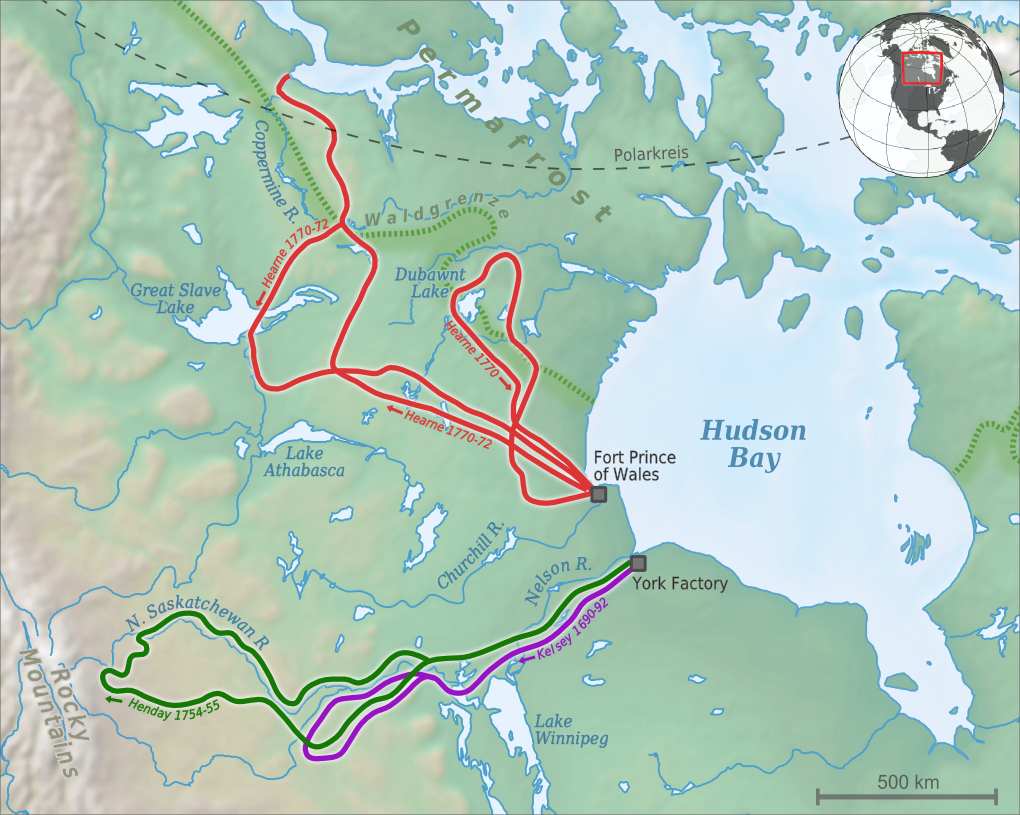
Mappa della seconda e terza spedizione (in rosso) di Samuel Hearne

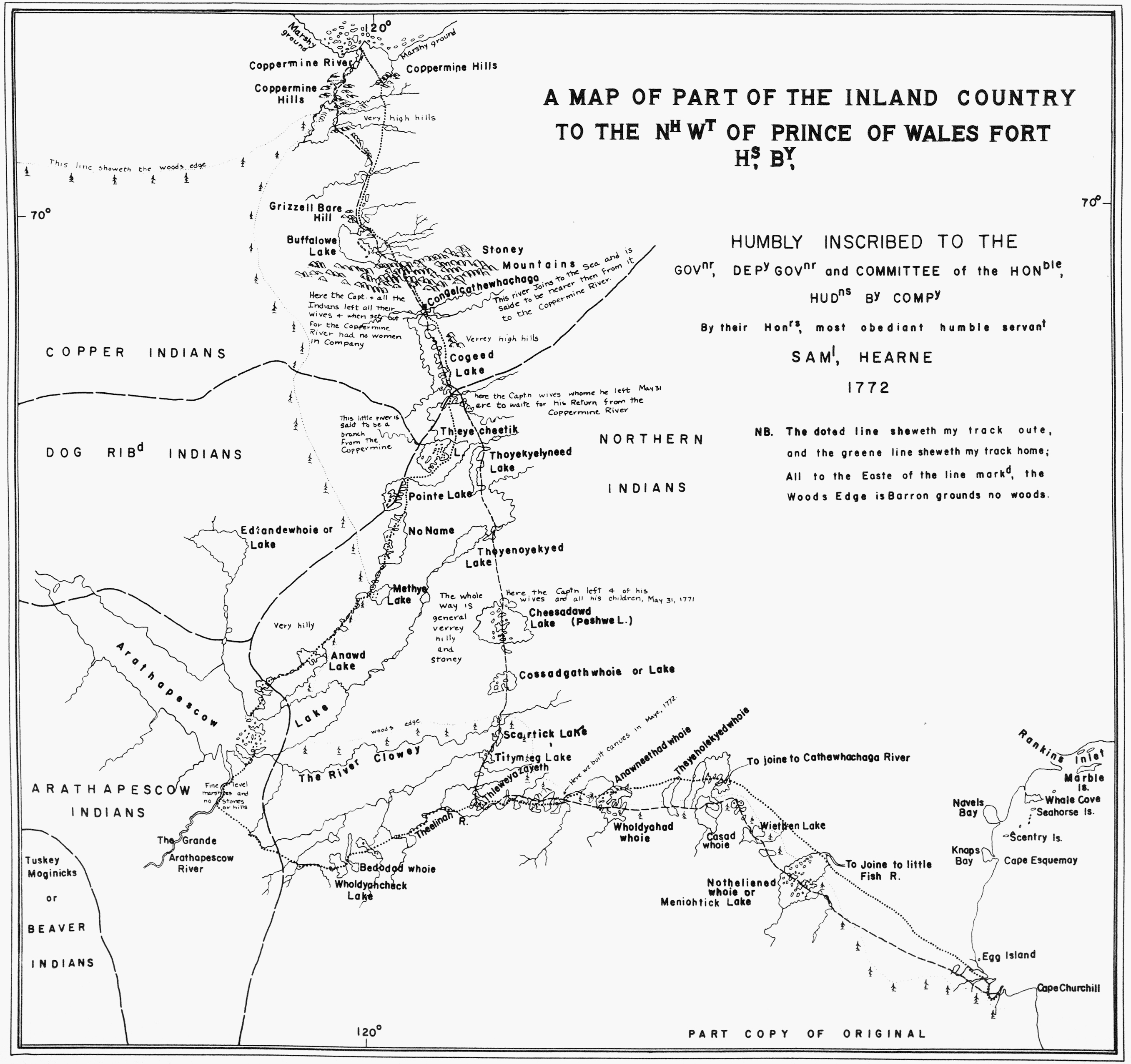
Mappa redatta da Samuel Hearne relativa alla propria spedizione. Dei suoi tre viaggi, il terzo fu quello che ebbe successo

Gli inglesi della baia di Hudson sapevano da tempo che i nativi a nordovest utilizzavano il rame, come indicato da parole come Yellowknife (coltello giallo). Quando nel 1768 un indiano (che alcuni dicono essere Matonabbee) portò del rame a Churchill, il governatore, Moses Norton, decise di mandare Hearne alla ricerca di possibili miniere di rame. Il leitmotiv dei tre viaggi di Hearne fu l'ignoranza degli inglesi riguardo ai metodi di lavoro in questa zona difficile, e alla loro dipendenza dagli indiani che conoscevano il territorio e sapevano come viverci.

### Primo viaggio
Non essendoci tratte percorribili in canoa dirette a nordovest, il piano era di dirigersi a piedi sul terreno invernale ghiacciato. Senza canoe dovettero portare più cibo possibile prima di sopravvivere con quello che trovavano. Hearne decise di unirsi ad un gruppo di indiani settentrionali che avevano già commerciato con Churchill, e si sarebbe fatto condurre da loro alla miniera di rame. Partì da Churchill il 6 novembre 1769 con due dipendenti della società, due cacciatori Cree ed un gruppo di Chipewyan dirigendosi a nord oltre il fiume Seal, un fiume che scorreva lungo la direttrice est-ovest a nord di Churchill. Il 19 le provviste terminarono ed i loro cacciatori avevano trovato pochi animali (Hearne era partito con la stagione troppo inoltrata ed i caribù avevano già lasciato le Barren Grounds per trasferirsi a sud). Si diressero ad ovest ed a nord, trovando solo poche pernici, pesce e tre caribù vaganti. Gli indiani, che conoscevano il territorio, compresero il rischio di morire di fame ed iniziarono a scappare. Quando l'ultimo indiano se ne andò, Hearne ed i suoi compagni tornarono nella valle del Seal, dove riuscirono a trovare dei cervi e raggiunsero Churchill l'11 dicembre.

### Secondo viaggio
Non potendo disporre degli indiani settentrionali, Hearne propose di provare ad usare di nuovo 'le proprie guide', ovvero i Cree, in cambio di provviste europee. Partì da Churchill il 23 febbraio. Raggiunse il fiume Seal, trovò molta selvaggina e lo seguì verso ovest fino a raggiungere un grande lago, probabilmente lago Sethnanei. Qui decise di attendere un tempo migliore e visse di pesca. Ad aprile il pesce iniziò a scarseggiare. Il 24 un grosso gruppo di indiani, soprattutto donne, giunse da sud per l'annuale caccia all'oca. Il 19 maggio arrivarono le oche ed a quel punto non mancò più il cibo. Si diressero a nord e ad est fin oltre il lago Baralzone. A giugno le oche si spostarono ancora più a nord, e rischiarono la fame. Uccisero tre buoi muschiati e li mangiarono crudi essendo la legna troppo bagnata per accendere un fuoco. Attraversarono il fiume Kazan sopra al lago Yathkyed trovando un buon posto per caccia e pesca prima di spostarsi ad ovest fino a lago Dubawnt, circa 700 km a nordovest di Churchill. Il 14 agosto il suo quadrante si ruppe, il che spiega l'inesattezza delle latitudini nel resto del suo viaggio. A questo punto le fonti diventano vaghe, ma Hearne ritorna a Churchill in autunno. Durante il viaggio di ritorno incontra Matonabbee, che diventerà la sua guida nel viaggio successivo. Matonabbee potrebbe averlo salvato dal rischio di morire congelato o di fame. Molta della terra attraversata da Hearne nel secondo viaggio è desolata e rimase in buona parte inesplorata finché non lo fece Joseph Tyrrell nel 1893.

### Terzo viaggio
Hearne organizzò un viaggio in cui sarebbe stato l'unico europeo in un gruppo di guide Chipewyan guidate da Matonabbee. Del gruppo facevano parte anche otto delle mogli di Matonabbee che avrebbero trainato le slitte, servito nei campi e cucinato. La terza spedizione partì nel dicembre 1770 determinata a raggiungere il fiume Coppermine in estate, tramite il quale scendere fino all'Artide usando canoe.
Matonabbee tenne un passo veloce, tanto veloce da raggiungere la grande migrazione dei caribù prima che le provviste iniziassero a scarseggiare, ed in tempo per la caccia di primavera. Qui gli indiani settentrionali (Dene) si erano riuniti per cacciare le vaste mandrie di caribù che migravano a nord per l'estate. Fu accantonata carne per il viaggio di Hearne ed un gruppo di "Yellowknives" Dene si unì alla spedizione. Matonabbee ordinò alle sue donne di aspettare il suo ritorno ad Athabasca ad ovest.
I Dene erano generalmente un popolo mite e pacifico, ma erano in un periodo di conflitto con gli Inuit. Molti Yellowknife si unirono al gruppo di Hearne per accompagnarlo al fiume Coppermine con l'intenzione di uccidere gli Inuit, che si sapeva frequentare quel fiume.
Il 14 luglio 1771 raggiunsero il Coppermine, un piccolo torrente che scorreva su un letto roccioso. Pochi chilometri a valle, poco sopra una cataratta, si trovano i wigwam a cupola di un campo eskimo. All'1:00 del 17 luglio 1771 Matonabbee e gli altri indiani piombarono sugli "Esquimaux" che stavano dormendo e li massacrarono. Circa venti uomini, donne e bambini furono uccisi, e lo scontro passò alla storia come massacro di Bloody Falls.
()
Pochi giorni dopo Hearne fu il primo europeo a raggiungere la costa del mar Glaciale Artico viaggiando via terra. Seguendo il fiume Coppermine fino al mar Glaciale Artico aveva stabilito non esserci un passaggio a nord-ovest che attraversasse il continente a basse latitutidini.
La spedizione raggiunse anche l'obiettivo primario di scoprire il rame nel bacino del fiume Coppermine. Un'intensa ricerca nella zona permise di ricavare solo quattro libbre di rame, ritenendo quindi inutile lo sfruttamento commerciale della zona.
Matonabbee riportò Hearne a Churchill passando ad ovest oltre il Grande Lago degli Orsi ad Athabasca. In pieno inverno divenne il primo europeo a vedere ed attraversare il Grande Lago degli Schiavi. Hearne tornò a Fort Prince of Wales il 30 giugno 1772 dopo aver camminato 8000 km ed esplorato oltre 647 km².

## Vecchiaia
Hearne fu inviato a Saskatchewan per fondare Fort Cumberland, la seconda trading post nell'entroterra per conto della Compagnia della Baia di Hudson nel 1774 (la prima fu Henley House, costruita nel 1743, 200 km a monte lungo il fiume Albany). Avendo imparato a vivere del frutto della terra, portò con sé poche provviste per gli otto europei e per le due guide Cree che lo accompagnarono.
Dopo aver parlato con alcuni capi locali, Hearne scelse un luogo strategico sul lago Pine Island lungo il fiume Saskatchewan, 95 km sopra Fort Paskoya. Il sito era collegato al fiume Saskatchewan ed alle strade per Churchill.
Divenne governatore di Fort Prince of Wales il 22 gennaio 1776. L'8 agosto 1782 Hearne ed i suoi 38 civili dovettero affrontare i francesi del conte di La Pérouse che disponevano di tre navi, con 74 cannoni e 290 soldati. Da veterano, Hearne riconobbe di non avere speranza e si arrese senza sparare un colpo. A Hearne e ad altri prigionieri fu permesso di tornare in Inghilterra tramite lo stretto di Hudson su un piccolo sloop.
Hearne tornò l'anno dopo ma trovò peggiorata la situazione. La popolazione nativa era stata decimata dalle malattie introdotte dagli europei come morbillo e vaiolo, oltre che dalla fame dovuta alla mancanza dei consueti rifornimenti per la caccia, polvere da sparo e proiettili. Matonabbee si era suicidato ed il resto degli indiani di Churchill si era trasferito in altre zone. La salute di Hearne iniziò a peggiorare, rinunciò al comando di Churchill il 16 agosto 1787 e tornò in Inghilterra.
Nell'ultimo decennio di vita usò la propria esperienza per aiutare naturalisti come Thomas Pennant nelle loro ricerche. Il suo amico William Wales era insegnante al Christ's Hospital e aiutò Hearne nella scrittura di A Journey from Prince of Wales's Fort in Hudson's Bay to the Northern Ocean. L'opera fu pubblicata nel 1795, tre anni dopo la morte di Hearne a causa di un'idropisia nel novembre 1792, all'età di 47 anni.

## Retaggio
Il 1º luglio 1767 incise il proprio nome sulla pietra liscia e ghiacciata di Sloop's Cove nei pressi di Fort Prince of Wales, dove giace ancora oggi.
Uno dei pupilli di Wales, il poeta Samuel Taylor Coleridge, scrisse un breve appunto su un suo taccuino nel quale citò il libro di Hearne. Hearne potrebbe essere stato uno di coloro che ispirarono La ballata del vecchio marinaio.
La correttezza dei diari e delle mappe di Hearne fu dimostrata da Sir John Franklin quando verificò la scoperta del massacro di Bloody Falls durante la spedizione del Coppermine del 1819-1822. Scrisse:
()
Hearne viene citato da Charles Darwin nel sesto capitolo di L'origine delle specie:
()
Esiste una Junior/Senior High School costruita e dedicata a lui ad Inuvik, Territori del Nord-Ovest. Una scuola di Toronto, Ontario porta il suo nome dal 1973.